# Parvomaï (obchtina)
Pour les articles homonymes, voir Parvomaï.
L'obchtina Parvomaï (bulgare : Община Първомай) est une commune du centre de la Bulgarie, située dans l'oblast de Plovdiv. Son chef-lieu est la ville de Parvomaï.

## Géographie

### Géographie physique
La commune est située dans le centre de la Bulgarie, à 190 km au sud-ouest de la capitale Sofia et à 45 km à l'est de la capitale régionale Plovdiv. Elle s'étend dans la plaine de Thrace du Nord, de part et d'autre du fleuve Maritsa.

## Administration
La municipalité de Parvomaï comprend 17 localités dont 1 ville et 16 villages.

## Galerie

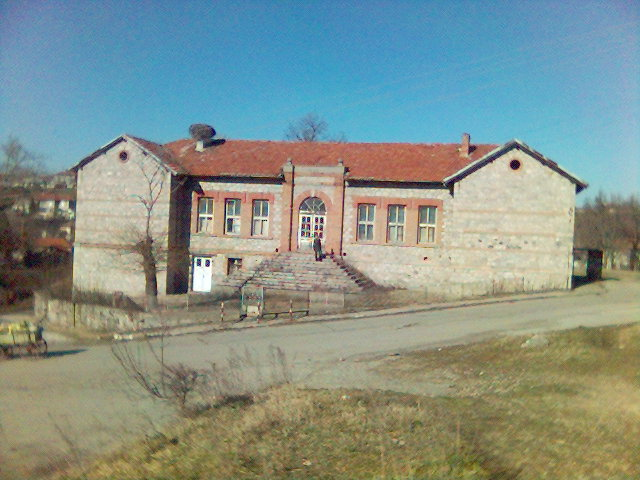
Bryagovo : L'école primaire
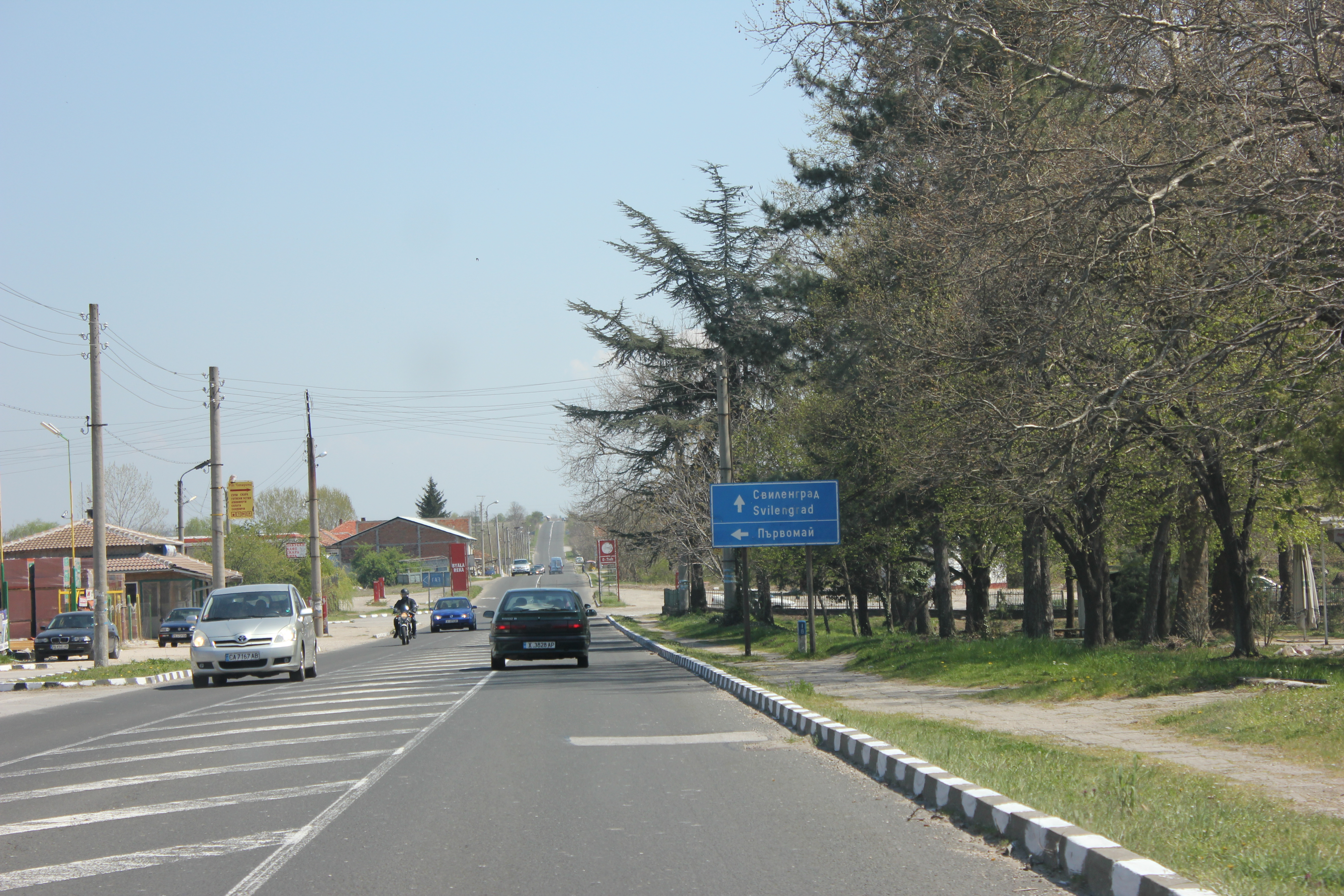
Byala Réka : la rue principale
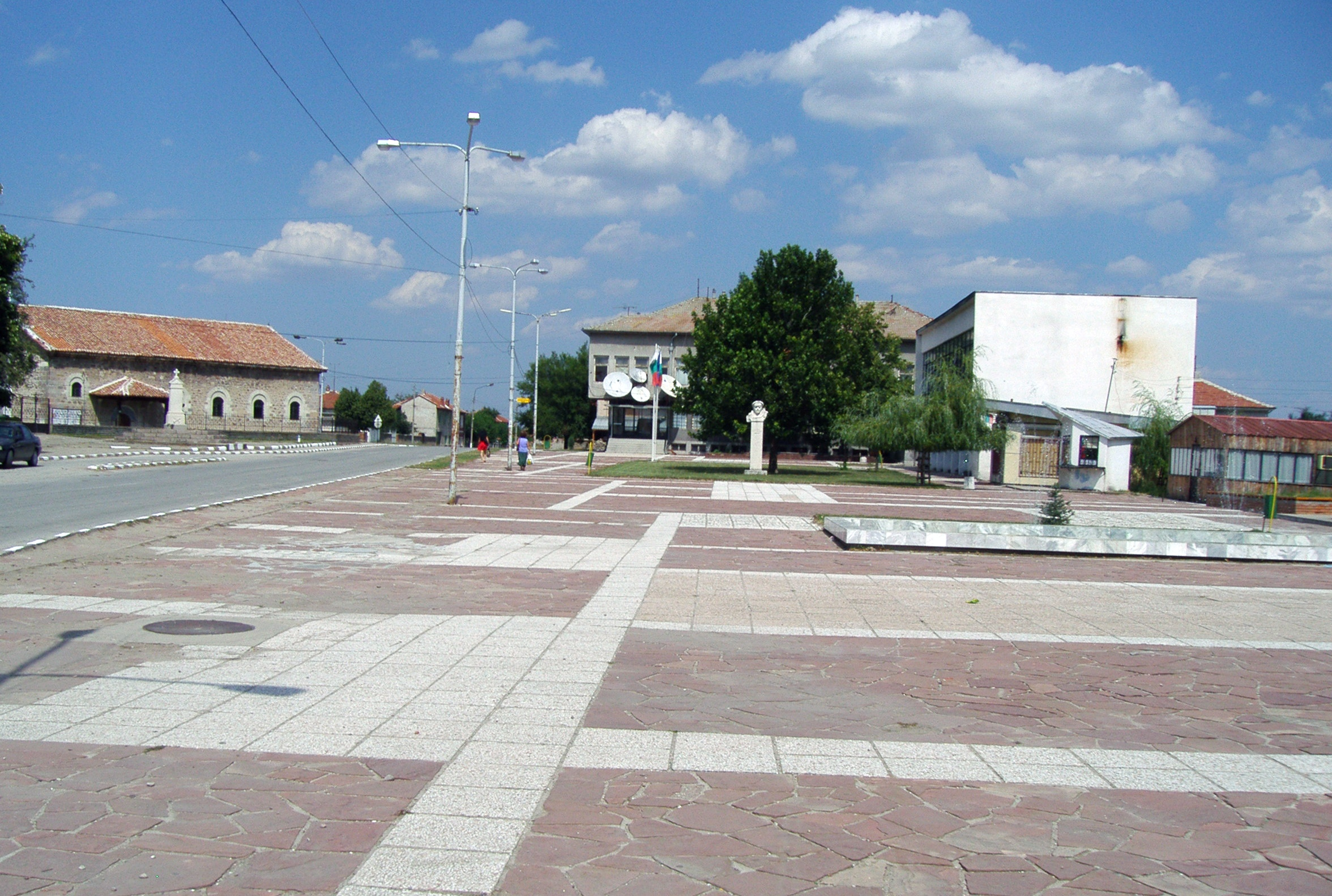
Dalbok Izvor : la place centrale
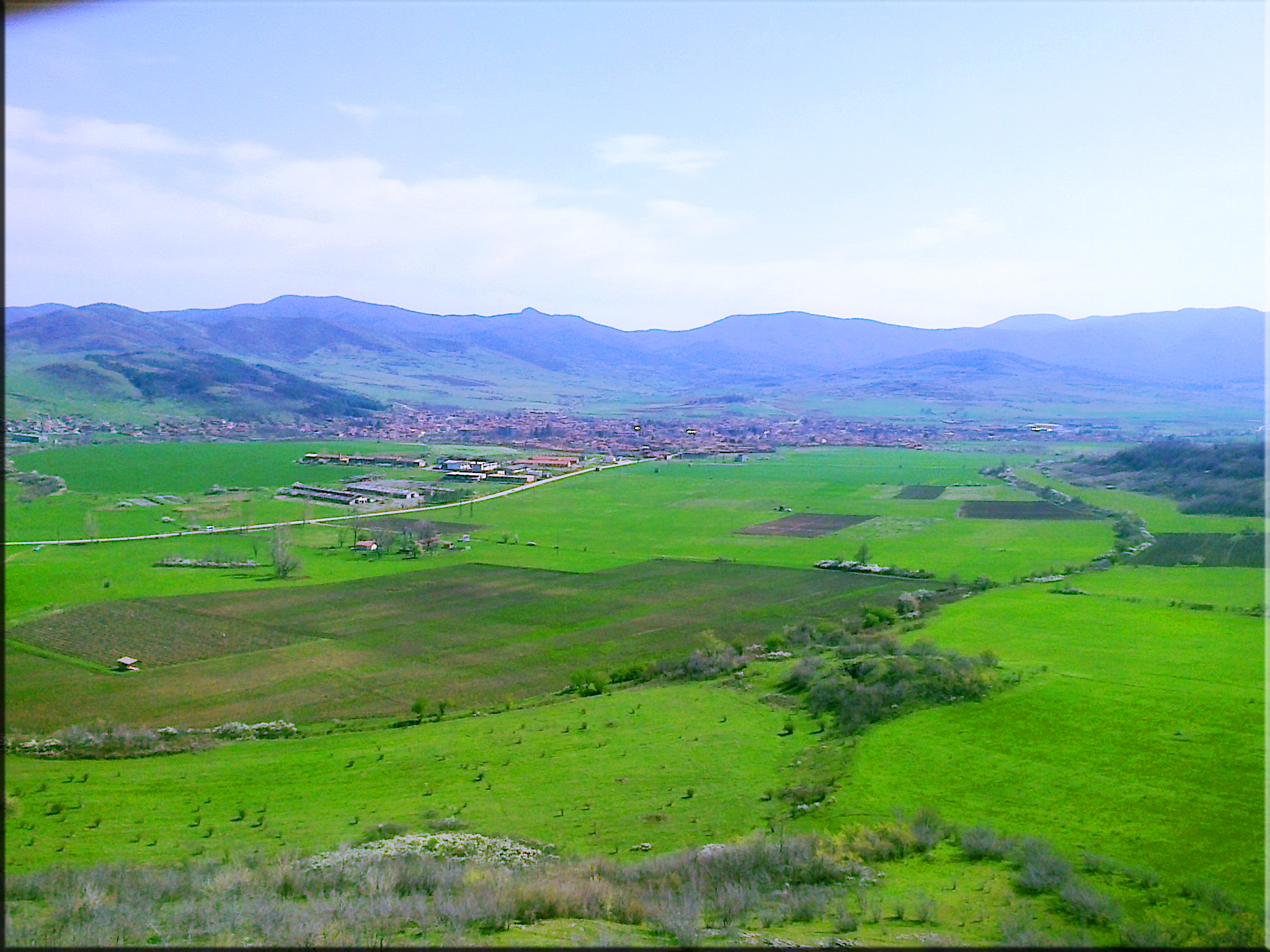
Iskra : vue panoramique
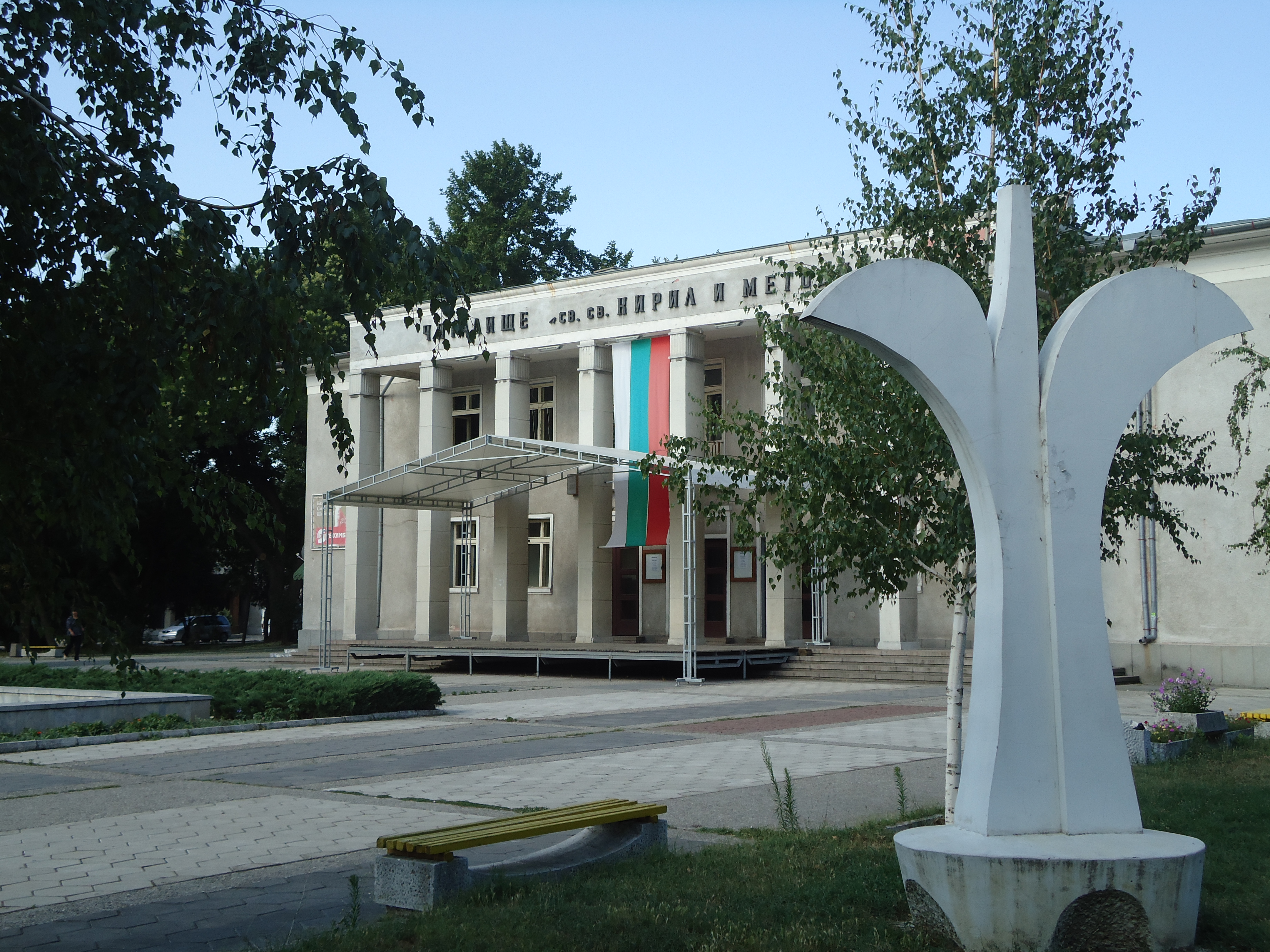
Parvomaï : Le Tchitalichté